# Crambe grossheimii
Crambe grossheimii är en korsblommig växtart som beskrevs av I. Khalilov. Crambe grossheimii ingår i släktet krambar, och familjen korsblommiga växter. Inga underarter finns listade i Catalogue of Life.